# Eutelia limbofusca
Eutelia limbofusca är en fjärilsart som beskrevs av Embrik Strand 1917. Eutelia limbofusca ingår i släktet Eutelia och familjen nattflyn. Inga underarter finns listade i Catalogue of Life.